# Мишел, принц од Лиња
Мишел, принц од Лиња (порт. Miguel, Príncipe de Ligne; Бељољ, 26. мај 1951) је глава кнежевске куће Лигне. Он је најстарији син Антоана, 13. принца де Лиња, и његове супруге, принцезе Аликс од Луксембурга; он је стога нећак покојног Жана, великог војводе Луксембурга, и рођак владајућег великог војводе Анрија. Такође је витез Ордена златног руна у Аустрији.

## Брак и деца
Дана 10. марта 1981. у Рио де Жанеиру, Мишел се оженио принцезом Елеонором од Орлеана и Брагансе, ћерком принца Педра Хенрикеа од Орлеана и Брагансе и принцезе Марије Елизабете од Баварске.